# Saint-Groux
Saint-Groux est une commune du Sud-Ouest de la France, située dans le département de la Charente (région Nouvelle-Aquitaine).

## Géographie

### Localisation et accès
Saint-Groux est une commune du Nord Charente située à 2,5 km au nord-ouest de Mansle et 28 km au nord d'Angoulême, dans un méandre de la Charente.
Le bourg de Saint-Groux est aussi à 12 km à l'est d'Aigre et 15 km au sud de Ruffec.
À l'écart des grandes routes, la commune est traversée par la D 361 qui longe la Charente depuis Mansle, passe au bourg et franchit le fleuve par un pont métallique. La D 739 entre Mansle et Aigre limite la commune au sud. La N 10 entre Angoulême et Poitiers passe à 2 km à l'est de la commune.
La gare la plus proche (5 km) est celle de Luxé, desservie par des TER à destination d'Angoulême, Poitiers et Bordeaux.

### Hameaux et lieux-dits
La commune ne compte qu'un seul hameau, Villorioux, au sud.

### Communes limitrophes
|      | Fontenille  |                      |
| Luxé | Saint-Groux | Mansle-les-Fontaines |
|      | Cellettes   |                      |

### Géologie et relief
Le sol de la commune est constitué de calcaire datant du Jurassique supérieur (Oxfordien-Kimméridgien). La vallée de la Charente est occupée par des alluvions du quaternaire. Sur la rive convexe (entre le Perradet et le bourg) on trouve d'autres dépôts de sable et gravier (glaciation de Würm), et des gros galets sur le plateau au sud-est de la commune (glaciation de Mindel),,.
Le territoire communal est compris dans un méandre de la Charente et le relief s'élève doucement vers le sud. Le point culminant de la commune est à une altitude de 90 m, situé sur la limite méridionale. Le point le plus bas est à 53 m, situé le long de la Charente sur la limite ouest. Le bourg, construit au bord du fleuve, est à 60 m d'altitude.

### Hydrographie

#### Réseau hydrographique
La commune est située dans le bassin versant de la Charente au sein du Bassin Adour-Garonne. Elle est drainée par la Charente, le Pontil et l'Etouyer, qui constituent un réseau hydrographique de 8 km de longueur totale,.
La commune est bordée par la Charente en aval de Mansle, et elle est sur sa rive gauche.
La Charente forme de nombreuses îles sur la commune (prairie de Saint-Groux, le Grand Guin, île des Anguillards), et un bras assez important appelé l'Étouyer. Un autre bras, plus petit, parcourt l'aval de la commune et s'appelle l'Échallat, près duquel se trouve une source, la Fontaine Bruneau.

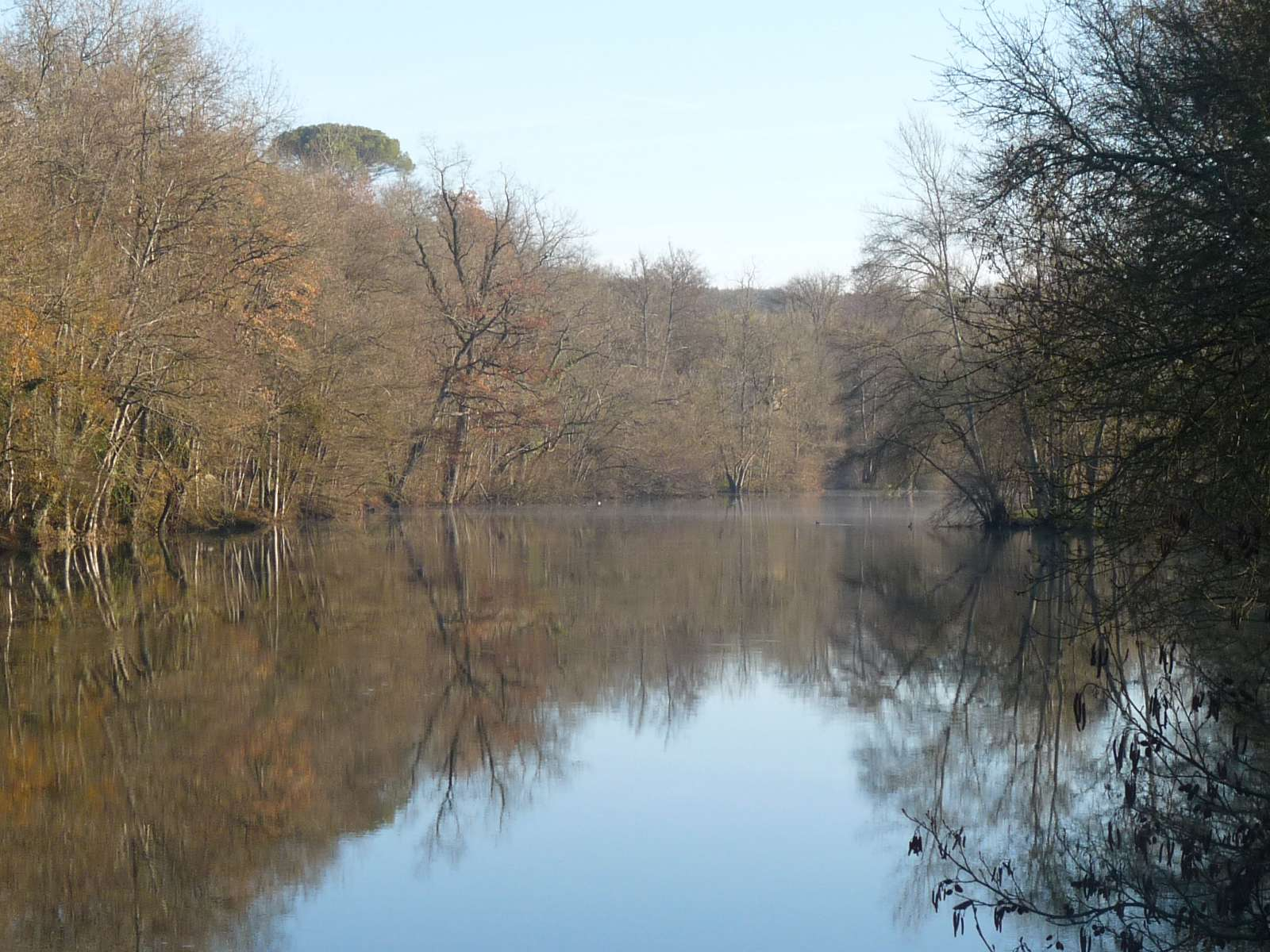
Vue du pont de Fontenille vers l'amont.
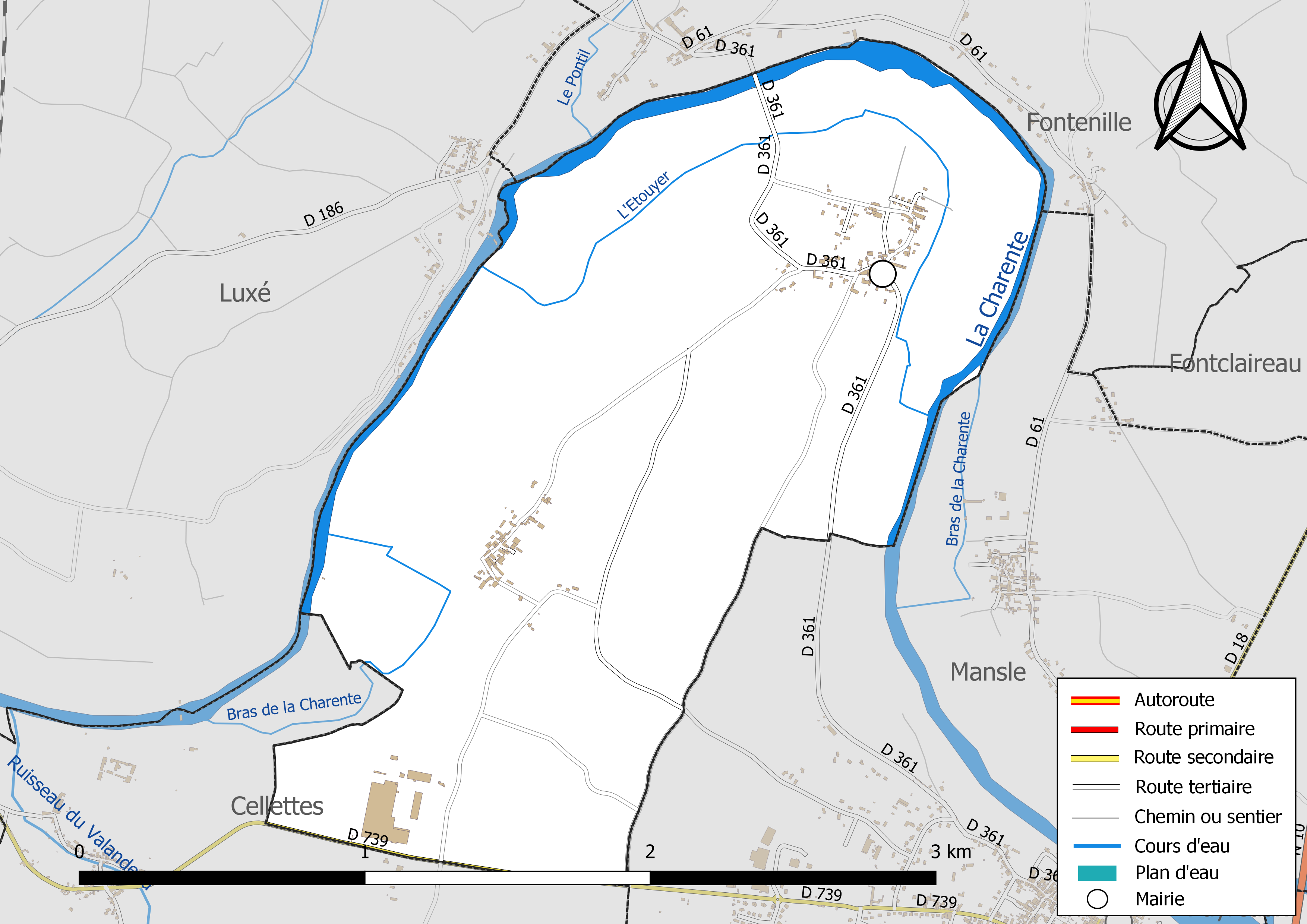
Réseaux hydrographique et routier de Saint-Groux.

#### Gestion des eaux
Le territoire communal est couvert par le schéma d'aménagement et de gestion des eaux (SAGE) « Charente ». Ce document de planification, dont le territoire correspond au bassin de la Charente, d'une superficie de 9 300 km2, a été approuvé le 19 novembre 2019. La structure porteuse de l'élaboration et de la mise en œuvre est l'établissement public territorial de bassin Charente. Il définit sur son territoire les objectifs généraux d’utilisation, de mise en valeur et de protection quantitative et qualitative des ressources en eau superficielle et souterraine, en respect des objectifs de qualité définis dans le troisième SDAGE  du Bassin Adour-Garonne qui couvre la période 2022-2027, approuvé le 10 mars 2022.

### Climat
Comme dans les trois quarts sud et ouest du département, le climat est océanique aquitain.

## Urbanisme

### Typologie
Au 1er janvier 2024, Saint-Groux est catégorisée commune rurale à habitat dispersé, selon la nouvelle grille communale de densité à 7 niveaux définie par l'Insee en 2022.
Elle est située hors unité urbaine et hors attraction des villes,.

### Occupation des sols
L'occupation des sols de la commune, telle qu'elle ressort de la base de données européenne d’occupation biophysique des sols Corine Land Cover (CLC), est marquée par l'importance des territoires agricoles (87,3 % en 2018), en diminution par rapport à 1990 (89,7 %). La répartition détaillée en 2018 est la suivante : 
terres arables (54,5 %), prairies (23,2 %), zones agricoles hétérogènes (9,6 %), forêts (8,9 %), milieux à végétation arbustive et/ou herbacée (3,7 %). L'évolution de l’occupation des sols de la commune et de ses infrastructures peut être observée sur les différentes représentations cartographiques du territoire : la carte de Cassini (XVIIIe siècle), la carte d'état-major (1820-1866) et les cartes ou photos aériennes de l'IGN pour la période actuelle (1950 à aujourd'hui).

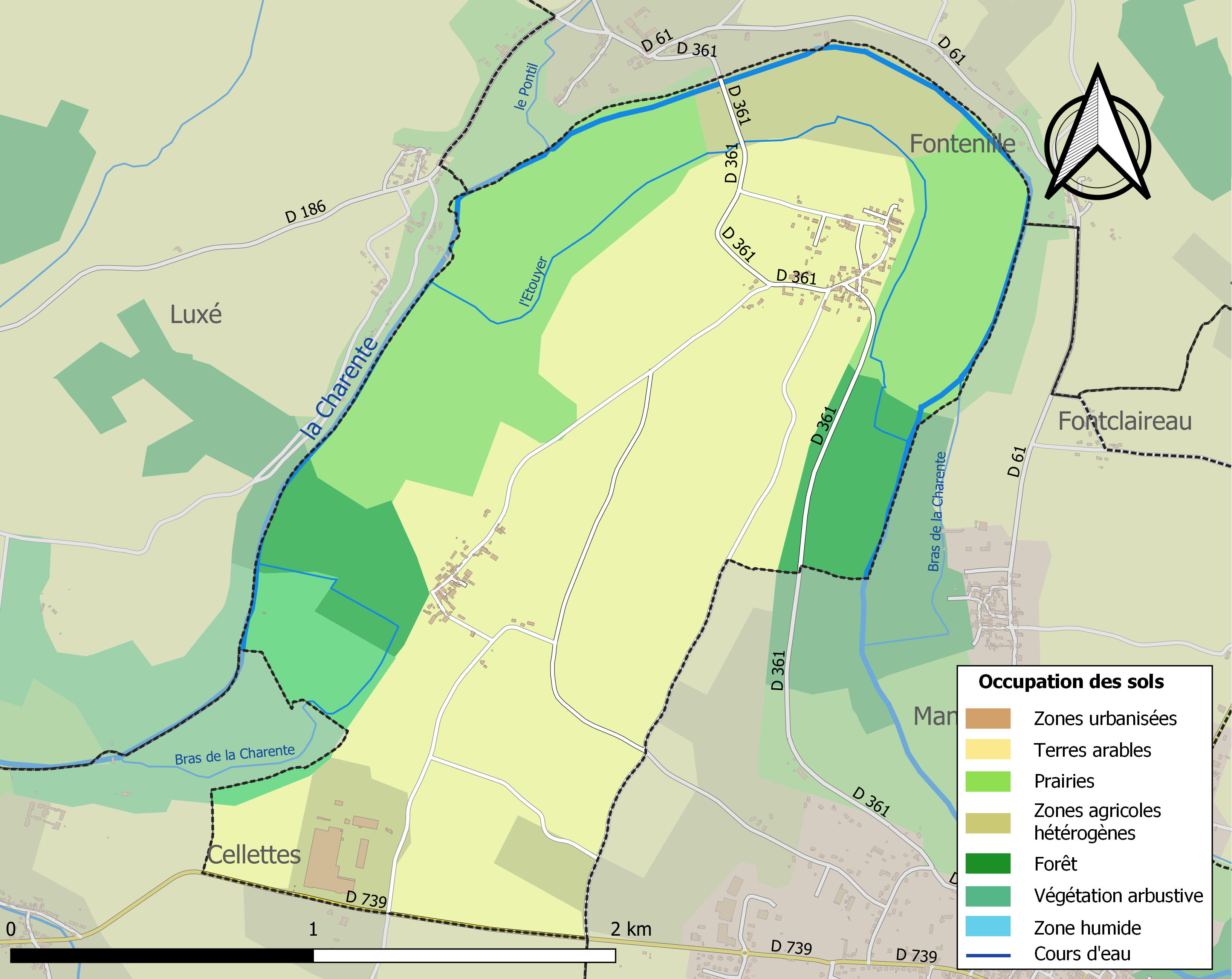
Carte des infrastructures et de l'occupation des sols de la commune en 2018 (CLC).

### Risques majeurs
Le territoire de la commune de Saint-Groux est vulnérable à différents aléas naturels : météorologiques (tempête, orage, neige, grand froid, canicule ou sécheresse), inondations et séisme (sismicité modérée). Il est également exposé à deux risques technologiques,  le transport de matières dangereuses et la rupture d'un barrage. Un site publié par le BRGM permet d'évaluer simplement et rapidement les risques d'un bien localisé soit par son adresse soit par le numéro de sa parcelle.

#### Risques naturels
Certaines parties du territoire communal sont susceptibles d’être affectées par le risque d’inondation par débordement de cours d'eau, notamment la Charente. La commune a été reconnue en état de catastrophe naturelle au titre des dommages causés par les inondations et coulées de boue survenues en 1982, 1983, 1993, 1999 et 2021,.

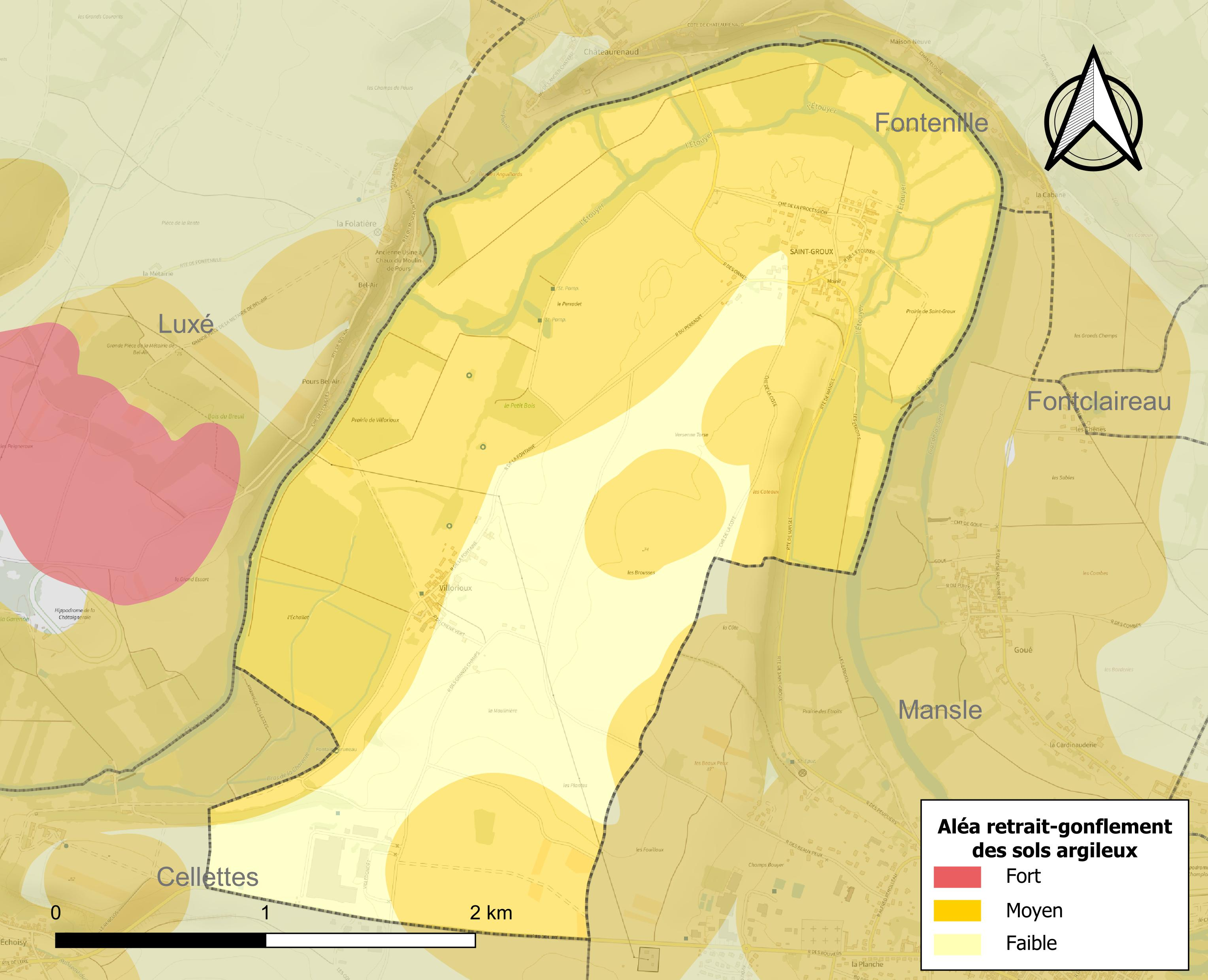
Carte des zones d'aléa retrait-gonflement des sols argileux de Saint-Groux.

Le retrait-gonflement des sols argileux est susceptible d'engendrer des dommages importants aux bâtiments en cas d’alternance de périodes de sécheresse et de pluie. 74,5 % de la superficie communale est en aléa moyen ou fort (67,4 % au niveau départemental et 48,5 % au niveau national). Sur les 82 bâtiments dénombrés sur la commune en 2019,  60 sont en aléa moyen ou fort, soit 73 %, à comparer aux 81 % au niveau départemental et 54 % au niveau national. Une cartographie de l'exposition du territoire national au retrait gonflement des sols argileux est disponible sur le site du BRGM,.
Par ailleurs, afin de mieux appréhender le risque d’affaissement de terrain, l'inventaire national des cavités souterraines permet de localiser celles situées sur la commune.
Concernant les mouvements de terrains, la commune a été reconnue en état de catastrophe naturelle au titre des dommages causés par des mouvements de terrain en 1999.

#### Risques technologiques
Le risque de transport de matières dangereuses sur la commune est lié à sa traversée par une ou des infrastructures routières ou ferroviaires importantes ou la présence d'une canalisation de transport d'hydrocarbures. Un accident se produisant sur de telles infrastructures est susceptible d’avoir des effets graves sur les biens, les personnes ou l'environnement, selon la nature du matériau transporté. Des dispositions d’urbanisme peuvent être préconisées en conséquence.
La commune est en outre située en aval du barrage de Mas Chaban, un ouvrage de classe A. À ce titre elle est susceptible d’être touchée par l’onde de submersion consécutive à la rupture de cet ouvrage.

## Toponymie
Les formes anciennes sont Sanctus Gratulfus en 1059-1075, Stus Gradulfus, Stus Gradulphus en 1405, Stus Gratulphus (non datée), Saint-Graoulx, St-Groulx, Saint-Gros en 1597, Saint-Grauld.
Gradulfus (nom à racine germanique) aurait été un ermite de l'Angoumois au IVe ou VIe siècle. En 1636 son nom fut effacé du Propre du diocèse. Il y fut remplacé en 1884,,.

## Histoire
L'époque romaine a laissé quelques vestiges dans la commune, qui témoignent d'une occupation ancienne. La voie romaine de Chassenon à La Terne sert de limite de commune au sud. À l'ouest du bourg de Saint-Groux, un site à tegulae et céramiques noires a été trouvé. Au sud du bourg, une sépulture mérovingienne a été mise au jour avec des « verroteries ».
L'église primitive était un monument du XIe siècle qui fut donné, vers 1067, par Robert de Montberon, seigneur de Château-Renaud, au chapitre de la cathédrale d'Angoulême. Vers la fin du XIIe siècle, cette église fut remplacée par une autre, dont seul le portail a subsisté.
Les plus anciens registres paroissiaux à Saint-Groux remontent à 1649.
À la veille de la Révolution, une partie des dîmes de Villorioux relevait du chapitre de la cathédrale d'Angoulême. Entre Villorioux et la forêt de Boixe, le domaine de Villedondé a appartenu aux moines de Clairvaux avant de devenir la propriété de l'abbaye de Saint-Amant-de-Boixe,.

## Administration
| Période                                  | Période  | Identité        | Étiquette | Qualité                 |
| ---------------------------------------- | -------- | --------------- | --------- | ----------------------- |
| Les données manquantes sont à compléter. |          |                 |           |                         |
| avant 1981                               | ?        | Albert Boireau  |           |                         |
| 1995                                     | 2008     | Gérard Robin    | PS        |                         |
| 2008                                     | 2020     | Gérard Bouchaud | DVG       | Retraité de l'industrie |
| 2020                                     | En cours | Sigrid Faure    |           |                         |

### Politique environnementale
Dans son palmarès 2024, le Conseil national de villes et villages fleuris de France a attribué deux fleurs à la commune.

## Démographie

### Évolution démographique
L'évolution du nombre d'habitants est connue à travers les recensements de la population effectués dans la commune depuis 1793. Pour les communes de moins de 10 000 habitants, une enquête de recensement portant sur toute la population est réalisée tous les cinq ans, les populations de référence des années intermédiaires étant quant à elles estimées par interpolation ou extrapolation. Pour la commune, le premier recensement exhaustif entrant dans le cadre du nouveau dispositif a été réalisé en 2004.

En 2022, la commune comptait 130 habitants, en évolution de −6,47 % par rapport à 2016 (Charente : −0,48 %, France hors Mayotte : +2,11 %).
| 1793 | 1800 | 1806 | 1821 | 1831 | 1841 | 1846 | 1851 | 1856 |
| ---- | ---- | ---- | ---- | ---- | ---- | ---- | ---- | ---- |
| 361  | 798  | 804  | 812  | 830  | 210  | 209  | 186  | 208  |

| 1861 | 1866 | 1872 | 1876 | 1881 | 1886 | 1891 | 1896 | 1901 |
| ---- | ---- | ---- | ---- | ---- | ---- | ---- | ---- | ---- |
| 193  | 196  | 205  | 207  | 222  | 208  | 187  | 190  | 179  |

| 1906 | 1911 | 1921 | 1926 | 1931 | 1936 | 1946 | 1954 | 1962 |
| ---- | ---- | ---- | ---- | ---- | ---- | ---- | ---- | ---- |
| 148  | 146  | 138  | 142  | 136  | 109  | 123  | 100  | 104  |

| 1968 | 1975 | 1982 | 1990 | 1999 | 2004 | 2006 | 2009 | 2014 |
| ---- | ---- | ---- | ---- | ---- | ---- | ---- | ---- | ---- |
| 84   | 91   | 94   | 114  | 122  | 139  | 132  | 139  | 132  |

| 2019 | 2022 | - | - | - | - | - | - | - |
| ---- | ---- | - | - | - | - | - | - | - |
| 135  | 130  | - | - | - | - | - | - | - |

### Pyramide des âges
La population de la commune est relativement âgée.
En 2018, le taux de personnes d'un âge inférieur à 30 ans s'élève à 28,9 %, soit en dessous de la moyenne départementale (30,2 %). À l'inverse, le taux de personnes d'âge supérieur à 60 ans est de 41,5 % la même année, alors qu'il est de 32,3 % au niveau départemental.
En 2018, la commune comptait 64 hommes pour 72 femmes, soit un taux de 52,94 % de femmes, légèrement supérieur au taux départemental (51,59 %).
Les pyramides des âges de la commune et du département s'établissent comme suit.
| Hommes | Classe d’âge | Femmes |
| ------ | ------------ | ------ |
| 1,6    | 90 ou +      | 1,4    |
| 12,5   | 75-89 ans    | 12,7   |
| 26,6   | 60-74 ans    | 28,2   |
| 18,8   | 45-59 ans    | 16,9   |
| 10,9   | 30-44 ans    | 12,7   |
| 15,6   | 15-29 ans    | 15,5   |
| 14,1   | 0-14 ans     | 12,7   |

| Hommes | Classe d’âge | Femmes |
| ------ | ------------ | ------ |
| 1      | 90 ou +      | 2,7    |
| 9,2    | 75-89 ans    | 12     |
| 20,6   | 60-74 ans    | 21,3   |
| 20,7   | 45-59 ans    | 20,3   |
| 16,8   | 30-44 ans    | 16     |
| 15,6   | 15-29 ans    | 13,4   |
| 16,1   | 0-14 ans     | 14,3   |

### Remarques
Entre 1800 et 1831, Saint-Groux a eu 500 habitants de plus[pourquoi ?].

## Économie

### Agriculture
L'agriculture est principalement céréalière. La viticulture occupe une partie négligeable de l'activité agricole. La commune est cependant classée dans les Fins Bois, dans la zone d'appellation d'origine contrôlée du cognac.

## Lieux et monuments

### Patrimoine religieux

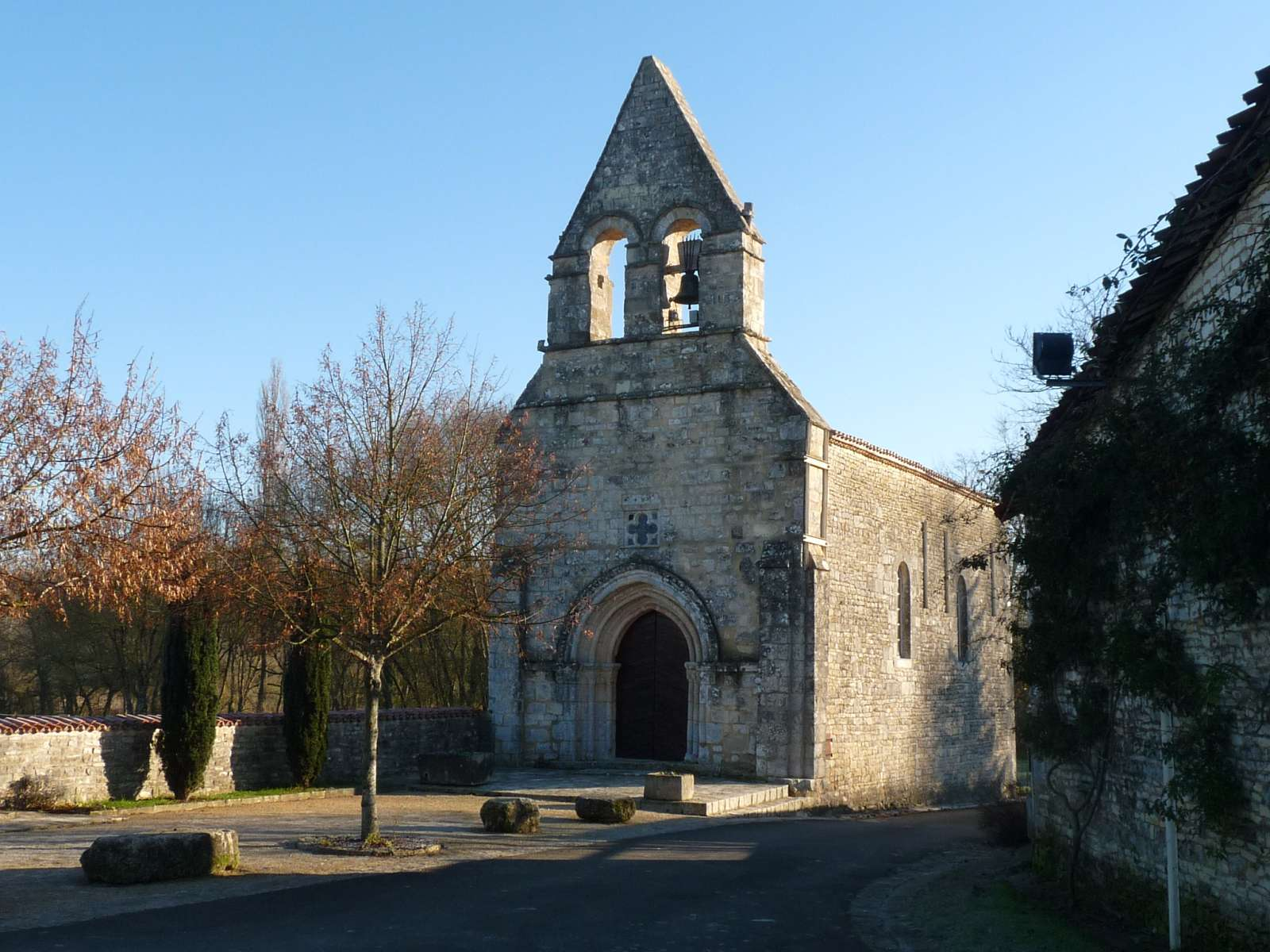
L'église.

L'église paroissiale possède un clocher-mur.

### Patrimoine environnemental

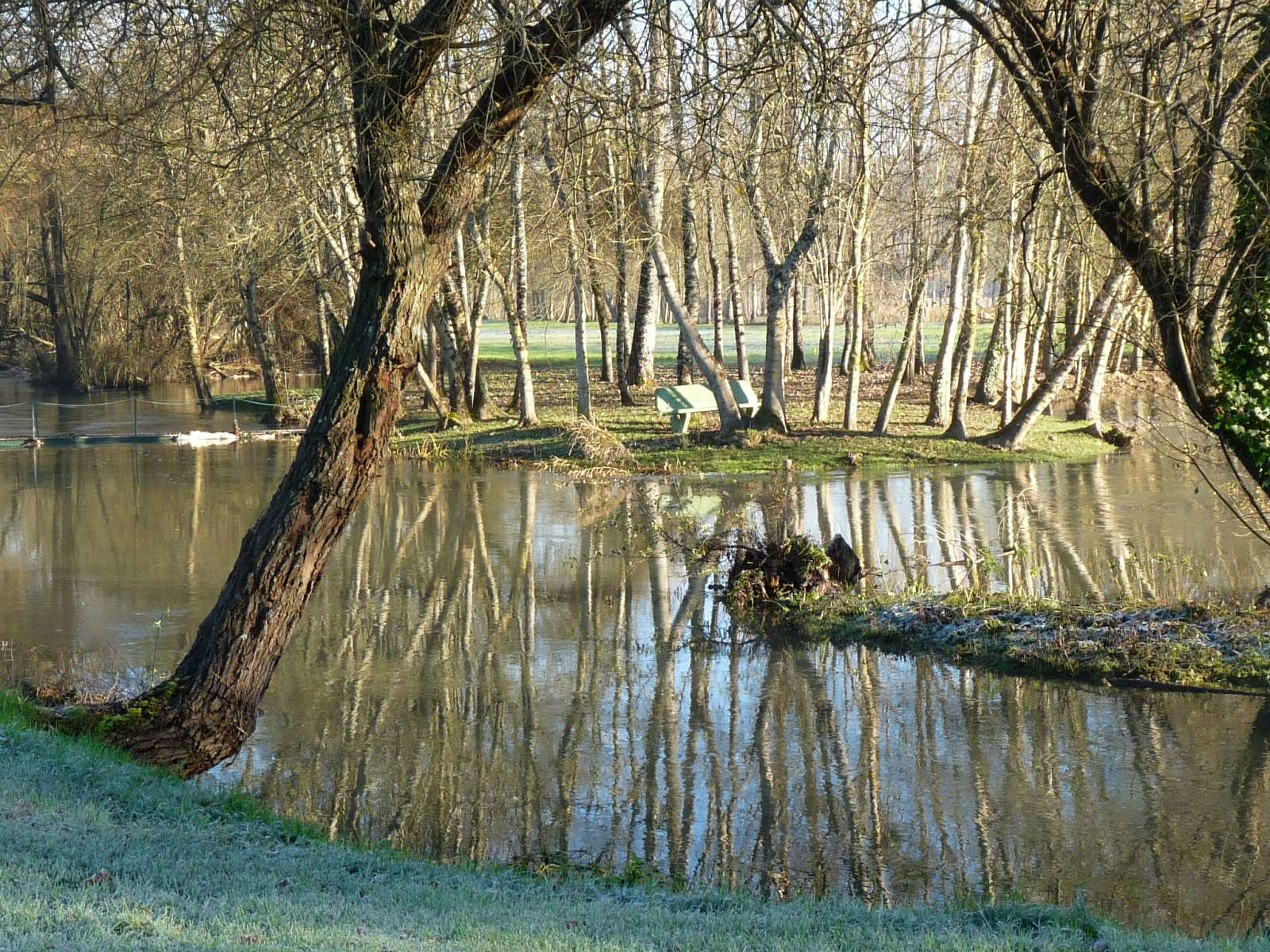
La prairie à l'entrée du bourg.

La prairie de Saint-Groux longeant la Charente a été aménagée en un parc d'agrément.

## Personnalités liées à la commune
- Pierre Dubois-Labernade (1756-1834), homme politique, y est né[41].